# Ordre public
L'ordre public est l'état social correspondant à la tranquillité, à la sécurité et à la salubrité publiques. Le terme de paix publique renvoie également à cet état social.

## Deux types d'ordre public
Il existe deux types d'ordre public :
- l'ordre public de direction, qui protège l'intérêt général ;
- l'ordre public de protection, qui protège les plus vulnérables, en général d'une partie forte (tel que le consommateur ou le non professionnel face au professionnel, ou le locataire face au bailleur).

Ainsi, une norme d'ordre public est une règle impérative que les parties ne peuvent écarter, généralement au nom de la protection des parties faibles.

## Trouble à l'ordre public en droit français
En droit français, l'ordre public est principalement défini à l'article 2212-2 du Code général des collectivités territoriales, à savoir comme étant « le bon ordre, la sûreté, la sécurité et la salubrité publiques ». Le respect de ces notions relève alors de ce que l'on appelle le pouvoir de police générale, dont dispose par exemple le maire ou le préfet.
Le trouble à l'ordre public est donc l'atteinte portée à la paix publique. La notion fait souvent référence à un danger ou à une atteinte aux libertés des autres citoyens ; elle peut également renvoyer plus simplement à une atteinte à la quiétude d'autrui.
Il peut s'agir :
- du fait d'une personne seule, qui commet des actes ou tient des paroles déplacées (ivresse publique et manifeste, exhibitionnisme, tapage diurne ou nocturne, etc.) ;
- d'actes collectifs, comme des manifestations, des émeutes, des attroupements.

### Arrêts notoires
- Conseil d'État, 18 décembre 1959, Société Les Films Lutétia[3] : par cet arrêt, le Conseil d'État a permis la prise en considération de la moralité publique dans la perspective du maintien de l'ordre public, sous réserve cependant de l’existence de circonstances locales particulières. Le Conseil d'État a ainsi reconnu licite l'intervention du maire de Nice, qui, au nom de ses pouvoirs de police, avait interdit la diffusion du film Le Feu dans la peau sur le territoire de sa commune à raison du caractère immoral dudit film et de circonstances locales particulières, préjudiciables à l'ordre public.
- Conseil d'État, 27 octobre 1995, arrêt Morsang-sur-Orge[4] : par cet arrêt, le Conseil d'État a intégré à la définition de l'ordre public la notion de dignité humaine. Celle-ci doit toujours être protégée, au nom de l'ordre public. Le Conseil d'État a ainsi reconnu licite l'intervention de la maire de Morsang-sur-Orge, qui, au nom de ses pouvoirs de police, avait interdit un spectacle de lancer de nains sur sa commune.

## Norme d'ordre public
Une norme d'ordre public est une règle impérative que les parties ne peuvent écarter et qui répond à des exigences fondamentales ou à des intérêts primordiaux tels que la liberté syndicale ou la sécurité des personnes. Par exemple, malgré le principe de la liberté contractuelle, les contrats sont soumis à certaines règles, par exemple l'obligation de repos hebdomadaire du salarié, que les contractants, même s'ils sont d'accord entre eux, ne peuvent écarter. Une règle d'ordre public peut être invoquée par un juge dans le règlement d'un litige, même si aucune des deux parties ne l'a invoquée.[réf. nécessaire]

## Approche différente encommon law
La notion d'ordre public est propre au système du droit romano-civiliste et n'est pas véritablement utilisée par les juges de common law. 
Cette différence s'explique par le fait que le système civiliste est beaucoup plus axé sur le consentement : soit un contrat a force obligatoire car les parties y ont consenti et ne peuvent se rétracter, soit il est d'une nullité relative car contraire à l'ordre public de protection d'un intérêt privé, par ex. en cas de vice du consentement, soit il est nul et de nullité absolue car contraire à l'ordre public de direction. En common law, les juges ne raisonnent pas de cette manière et n'ont pas autant recours au consentement : le fondement de leur approche se trouve dans l'analyse économique du droit; il s'agit de trouver une solution qui procure un gain de Pareto aux deux parties, l'objectif d'un jugement est d'effectuer une allocation optimale des ressources des parties contractantes, le vendeur voulant être payé une somme d'argent pour la chose vendue et l'acheteur voulant acquérir le bien qu'il pense acheter pour le prix payé. Un arrêt typique qui illustre ce raisonnement des juges de common law est ProCD, Inc. v. Zeidenberg, une affaire concernant le caractère exécutoire des licences sous emballage scellées, où le juge fonde son jugement sur des considérations d'ordre économique qui visent l'atteinte des objectifs des deux parties.
Cela dit, il existe malgré tout une notion comparable mais de moindre importance en common law appelée public policy doctrine qui peut servir à invalider des actes juridiques contraires à des règles d'ordre public. À titre d'exemple, dans l'affaire Canada Trust Co. c. Commission ontarienne des droits de la personne, les règles d'attribution d'une fiducie caritative ont été déclarées contraires à l'ordre public en vertu de cette doctrine car les critères d'octroi aux bénéficiaires faisaient la promotion de la suprématie blanche, ce qui va à l'encontre d'un objectif de politique publique de lutte contre la discrimination de la province canadienne de l'Ontario.